# New Yorker Staats-Zeitung
De New Yorker Staats-Zeitung is een Duitstalig weekblad uit New York. Aan het einde van de negentiende eeuw was het een van de toonaangevende kranten van New York en werd het enkel overtroffen door New York World en New York Tribune. Het Duits was vroeger een veel gesproken taal in de Verenigde Staten, maar door de twee Wereldoorlogen kozen velen ervoor om Engels te spreken waardoor het Duits aan belang verloor en ook de krant minder aanzien en lezers kreeg.

## Geschiedenis
De krant werd in 1834 gesticht door een aantal Duits-Amerikaanse zakenlieden, waaronder George Zahm, Stepan Molitor, Conrad Braeke en Gustav Adolph Neumann. Deze laatste werd eind jaren dertig de enige eigenaar van de krant. Op 24 december 1834 verscheen het eerste nummer. De krant begon als een weekblad met een beperkte oplage en was voornamelijk bestemd voor Duitse immigranten, op dat tijdstip zo'n 10.000 in New York.
De groei van de krant werd belemmerd door de paniek van 1837 die het land in recessie bracht. In 1839 verhuisde de krant naar Frankfort Street, een paar blokken verwijderd van City Hall. Onder leiding van Neumann bleef de krant groeien en dankzij de aankoop van een nieuwe handpers, die 600 kranten per uur kon drukken bracht hij de krant drie keer per week uit.
In 1845 kocht Jacob Uhl de krant, al bleef Neumann tot 1853 een prominente rol spelen. Samen met zijn vrouw Anna bouwde Jacob de krant verder uit en met nieuwe advertenties zorgde hij ervoor dat de krant een dagblad werd. Op 3 januari 1848 verscheen ook de eerde zondagseditie van de krant. De krant barstte uit zijn voegen en werd te groot voor de gebouwen waar het gehuisvest was waarop Jacob Uhl een terrein kocht waarop een nieuw gebouw neergezet werd. Na het overlijden van Uhl in 1852 nam zijn vrouw Anna de leiding van de krant over. In 1857 breidde de krant opnieuw uit met een gebouw op Chatham Street. Met een nieuwe pers werd de oplage verhoogd naar 4.000 kranten per uur. In 1858 werd Oswald Ottendorfer eindredacteur voor de krant en hij trouwde een jaar later met Anna en leidde met haar verder de krant. In de jaren 1870 was de oplage van de krant ongeveer even hoog als de Engelstalige kranten New York Tribune en The New York Times. Na de dood van Anna in 1884 nam haar zoon Edward Uhl de krant over. Na de dood van Oswald in 1900 werd de krant verkocht aan Herman Ridder, die in 1890 al manager geworden was. De krant werd ondergebracht in het Knight Ridder conglomeraat en kwam daar op een zijspoor terecht. In 1953 werd de krant verkocht aan de Steuer-familie die de krant veranderde van een dagblad naar een blad dat drie keer per week verscheen en uiteindelijk werd het een weekblad. In 1989 werd de krant verkocht aan Jes Rau.